# Gustave Van Velsen
Gustave Joseph Maximilien Van Velsen (Mechelen, 18 maart 1783 - aldaar, 1 mei 1836) was een Zuid-Nederlands edelman.

## Levensloop
Van Velsen was een zoon van François Dominique Van Velsen en Marie Anne Van Winghen. 
Hij begon zijn loopbaan onder het Franse keizerrijk als secretaris in de Mechelse stadsadministratie. Onder het Verenigd Koninkrijk der Nederlanden werd hij in 1815 benoemd tot onderintendant voor het arrondissement Mechelen. Hij werd benoemd tot lid van de Ridderschap voor de provincie Zuid-Brabant en van de Provinciale Staten voor de provincie Antwerpen (1816-1821).
In 1818, onder het Verenigd Koninkrijk der Nederlanden, werd hij in de erfelijke adel opgenomen. In 1821 werd hij lid van de Tweede Kamer der Staten Generaal en bleef dit tot in 1830.
Hij trouwde in 1820 met Françoise Diercxsens (1797-1866), dochter van Nicolas Diercxsens, lid van de Provinciale Staten van Antwerpen. Het echtpaar bleef kinderloos en de familie stierf uit bij zijn dood. De weduwe hertrouwde met baron Leopold Duvivier.